# Robert Bickerdike
Pour les articles homonymes, voir Robert Bickerdike (homonymie).
Robert Bickerdike (17 août 1843-28 décembre 1928) est un homme d'affaires et homme politique fédéral, provincial et municipal du Québec.

## Biographie
Né à Kingston dans le Canada-Ouest, M. Bickerdike déménagea dans le comté de Beauharnois. Il quitte la ferme familiale à 17 ans pour s'établir à Montréal où il devient garçon boucher. Il organise les Abattoirs Dominion, la compagnie d'assurance Dominion Live Stock et la Standard Light and Power Company. Il représente aussi le département marine de la Western Assurance Company. Durant de nombreuses années, il est directeur de la banque d'Hochelaga et y devient même vice-président. Membre de la Chambre de commerce de Montréal, y en devient le président en 1896. Il est également gouverneur de l'Hôpital général de Montréal.
Sa carrière politique débute en 1897, alors qu'il devient le premier maire de la municipalité de Summerlea, (maintenant partie de Lachine depuis 1912).
Élu député du Parti libéral du Québec dans la circonscription provinciale de Montréal—Saint-Georges en 1897, il ne se représente pas en 1900 pour se présenter sur la scène fédérale.
Élu député du Parti libéral du Canada dans la circonscription fédérale de Saint-Laurent en 1900, il fut réélu en 1904, 1908 et en 1911.
Il était très impliqué dans le domaine de la santé et de la vie communautaire, il fut membre du conseil d'administration de l'hôpital Royal Victoria à partir de 1896, du Montreal General Hospital à partir de 1898, ainsi que président du Western Hospital of Montreal.
Il est mort le 28 décembre 1928 dans son domicile de Lachine surnommé Elmcroft, il reçoit titre à titre posthume le rang de chevalier en reconnaissance du soutien qu'il avait donné à l'effort de guerre.